# Équipe de Turquie de hockey sur glace
Cet article traite de l'équipe masculine. Pour l'équipe féminine, voir Équipe de Turquie féminine de hockey sur glace.
L'équipe de Turquie de hockey sur glace est la sélection nationale de Turquie regroupant les meilleurs joueurs de hockey sur glace turcs lors des compétitions internationales. L'équipe est sous la tutelle de la Fédération turque de hockey sur glace. L'équipe est actuellement classée 42e sur 50 équipes au Classement IIHF 2019.

## Résultats

### Jeux olympiques
- 1920-2006 - Ne participe pas
- 2010 - Non qualifié
- 2014-2018 - Ne participe pas
- 2022 - Non qualifié

### Championnats du monde
- 1920-1991 -  Ne participe pas
- 1992 - 32e place (6e du Groupe C2)
- 1993 - Non qualifié pour le Groupe C
- 1994 - Non qualifié pour le Groupe C2
- 1995 -  Ne participe pas
- 1996 - Non qualifié pour le Groupe D
- 1997 -  Ne participe pas
- 1998 - 39e place (7e du Groupe D)
- 1999 - 39e place (7e du Groupe D)
- 2000 - 42e place (9e du Groupe D)
- 2001 -  Ne participe pas
- 2002 - 6e de Division II, Groupe A
- 2003 - 3e de Division III
- 2004 - 2e de Division III
- 2005 - 6e de Division II, Groupe A
- 2006 - 2e de Division III
- 2007 - 6e de Division II, Groupe A
- 2008 - 4e de Division III
- 2009 - 2e de Division III
- 2010 - 6e de Division II, Groupe A
- 2011 - 3e de Division III
- 2012 - 1er de Division III
- 2013 - 5e de Division IIB
- 2014 - 6e de Division IIB
- 2015 - 2e de Division III
- 2016 - 1er de Division III
- 2017 - 6e de Division IIB
- 2018 - 3e de Division III
- 2019 -2e de Division III
- 2020 - Annulé en raison du coronavirus
- 2021 - Annulé en raison du coronavirus
- 2022 - 2e de Division IIIA

Note :  Promue ;  Reléguée

### Classement mondial
| Année     | Rang | Points | Progression |
| --------- | ---- | ------ | ----------- |
| 2003      | 43   | 625    | -           |
| 2004      | 43   | 690    | ±0          |
| 2005      | 41   | 795    | +2          |
| Fév. 2006 | 41   | 795    | ±0          |
| Mai 2006  | 42   | 775    | -1          |
| 2007      | 40   | 830    | +2          |
| 2008      | 41   | 765    | -1          |
| 2009      | 41   | 750    | ±0          |
| Fév. 2010 | 37   | 1 230  | +4          |
| Mai 2010  | 35   | 1 265  | +2          |

| Année     | Rang | Points | Progression |
| --------- | ---- | ------ | ----------- |
| 2011      | 37   | 1 110  | -2          |
| 2012      | 39   | 1 015  | -2          |
| 2013      | 40   | 945    | -1          |
| Fév. 2014 | 40   | 825    | ±0          |
| Mai 2014  | 41   | 840    | -1          |
| 2015      | 41   | 815    | ±0          |
| 2016      | 42   | 805    | -1          |
| 2017      | 41   | 815    | +1          |
| Fev. 2018 | 42   | 815    | -1          |
| Mai 2018  | 43   | 770    | -1          |
| 2019      | 42   | 760    | +1          |

## Entraîneurs
| Période     | Nom des entraîneurs | Nationalité |
| ----------- | ------------------- | ----------- |
| 1992        | Rino Ouelette       | Canada      |
| 2000        | Stoian Batchvarov   | -           |
| 2002-2005   | Oleg Zak            | Russie      |
| 2006        | Serhat Enyüce       | Turquie     |
| 2007        | Clive Tolley        | Canada      |
| 2008        | James MacEachern    | Canada      |
| 2009        | Andrej Brodnik      | Slovénie    |
| 2010        | Matjaz Mahkovec     | Slovénie    |
| 2011        | Tarik Gocmen        | Turquie     |
| 2012        | Tuncay Kilic        | Turquie     |
| 2013        | Eduard Hartmann     | Slovaquie   |
| 2014-2018   | Deniz Ince          | Turquie     |
| Depuis 2018 | Keith McAdams       |             |

## Équipe junior moins de 20 ans

### Championnats d'Europe junior
- 1968-1994 - Ne participe pas
- 1995 - 7e du Groupe C2
- 1996 - 5e du Groupe D
- 1997 - 6e du Groupe D
- 1998 - Ne participe pas

### Championnats du monde junior
- 1977-1997 - Ne participe pas
- 1998 - 8e du Groupe D
- 1999 - 9e du Groupe D
- 2000-2002 - Ne participe pas
- 2003 - 3e de Division III
- 2004 - 4e de Division III
- 2005 - 5e de Division III
- 2006 - 3e de Division III
- 2007 - 5e de Division III
- 2008 - 6e de Division III
- 2009 - Division III annulée
- 2010 - 6e de Division III
- 2011 - 4e de Division III
- 2012 - 5e de Division III
- 2013 - 5e de Division III
- 2014 - 4e de Division III
- 2015 - 5e de Division III
- 2016 - 6e de Division III
- 2017 - 1re de Division III
- 2018 - 6e de Division IIB
- 2019 - 3e de Division III
- 2020 - 3e de Division III
- 2021 - Annulé en raison du coronavirus
- 2022 - 5e de Division III
- 2023 - 4e de Division III

## Équipe des moins de 18 ans

### Championnats du monde moins de 18 ans
- 1999 - Ne participe pas
- 2000 - Non qualifié pour la Division II Europe
- 2001 - 1er de la Qualification pour la Division III
- 2002 - 8e de Division III
- 2003 - 2e de Division III, Groupe B
- 2004 - 6e de Division III
- 2005 - 1er de la Qualification pour la Division III
- 2006 - 6e de Division III
- 2007 - 6e de Division III
- 2008 - 3e de Division III, Groupe B
- 2009 - 2e de Division III, Groupe B
- 2010 - 2e de Division III, Groupe A
- 2011 - 4e de Division III, Groupe A
- 2012 - Ne participe pas
- 2013 - 3e de la Qualification pour la Division III
- 2014 - 2e de Division IIIB
- 2015 - 1er de Division IIIB
- 2016 - 2e de Division IIIA
- 2017 - 5e de Division IIIA
- 2018 - 5e de Division IIIA
- 2019 - 4e de Division IIIA
- 2020 - Annulé en raison du coronavirus
- 2021 - Annulé en raison du coronavirus
- 2022 - 6e de Division IIIA
- 2023 -